# Stephen Lobo
 (janvier 2018).
Si vous disposez d'ouvrages ou d'articles de référence ou si vous connaissez des sites web de qualité traitant du thème abordé ici, merci de compléter l'article en donnant les références utiles à sa vérifiabilité et en les liant à la section « Notes et références ».
Stephen Lobo, né le 22 novembre 1973 à Toronto (Ontario, Canada), est un acteur canado-britannique, (il détient la double nationalité au Canada et au Royaume-Uni).

## Filmographie

### Films
- 2005 : L'Escorte : Harry
- 2006 : Love and Other Dilemmas : Henry Diamond
- 2006 : Kardia : Sanjay
- 2010 : Fathers & Sons : Cameron / Kama
- 2011 : Vying for Perfection : Carter
- 2011 : Afghan Luke : Mateen
- 2011 : Mission impossible : Protocole Fantôme : gardien de sécurité
- 2012 : Camera Shy : Dr Chander
- 2012 : In No Particular Order : Jay
- 2016 : Dead Rising: Endgame : Todd

### Télévision

#### Séries télévisées
- 2004 : Sue Thomas, l'œil du FBI (saison 2, épisode 12) : Iyman Kahlil
- 2004 : Rosemary and Thyme (saison 2, épisode 2) : Izzy
- 2004 : Roméo! (saison 2, épisode 9) : Neil
- 2005-2006 : Godiva (19 épisodes) : Ramir
- 2006 : Dead Zone (saison 5, épisode 5) : gardien de sécurité
- 2006-2007 : Falcon Beach (12 épisodes) : Nathan Rai
- 2007 : Painkiller Jane (22 épisodes) : Dr Seth Carpenter
- 2008 : Fear Itself (saison 1, épisode 3) : John Amir
- 2009-2012 : La Petite Mosquée dans la prairie (17 épisodes) : Junaid Jaffer / J.J
- 2009 : Smallville (épisodes 8x15, 8x19, 9x02, 9x03 & 9x08) : Randall Brady
- 2010 : Always a Bridesmaid (saison 1, épisode 3) : Mark
- 2011 : Chaos (saison 1, épisode 12) : Rostam
- 2011 : Fringe (saison 4, épisode 1) : agent Frazier
- 2012-2014 : Arctic Air (35 épisodes) : Dev Panwar
- 2012-2015 : Continuum (42 épisodes) : Matthew Kellog
- 2015 : Motive (saison 3, épisode 3) : Isaac Griffin
- 2016 : X-Files : Aux frontières du réel (saison 10, épisode 5) : homme en costume
- 2017 : Beyond (saison 1, épisodes 5 & 7) : Anil
- 2017 : Supernatural (saison 12, épisodes 8 & 9) : agent Rick Sanchez
- 2017 : Sunnyhearts Community Centre (mini-série, épisode 8) : Rod
- 2017 : Zoo (saison 3, épisodes 1 & 2) : Myers
- 2017-2018 : Les Voyageurs du temps (épisodes 2x01, 2x07, 2x12 & 3x01) : Wakefield
- 2018 : Good Doctor (saison 1, épisode 16) : Dr Arjun Dhillon
- 2018 : Colony (saison 3, épisodes 6, 11, 12 & 13) : Roy Morrow
- 2018 : Take Two (saison 1, épisode 7) : Trevor
- 2019 : The InBetween (saison 1, épisode 4) : Louis Kelly
- 2019 : Get Shorty (saison 3, épisode 5) : Brian
- 2019 : Flash (saison 6, épisode 9) : Jim Corrigan
- 2020 : Arrow (saison 8, épisode 8) : Jim Corrigan
- 2020 : Matchmaker Mysteries (mini-série, épisode 2) : Neil Garfunkle
- 2020 : Snowpiercer : Martin Colvin

#### Téléfilms
- 2010 : Concrete Canyons de Terry Ingram : Stephen
- 2011 : Grossesse en danger (And Baby Will Fall) de Bradley Walsh : Theo
- 2011 : Mon fils a disparu (Taken from Me: The Tiffany Rubin Story) de Gary Harvey : Leone
- 2019 : Cinq cartes de vœux pour Noël (Write Before Christmas) de Pat Williams : Primo
- 2020 : L'amour entre deux pages (Just My Type) de Paul Ziller : Peter Roth